# 刘文公
刘文公（？—前506年），春秋时期刘国国君，姬姓，刘氏，名狄，一名卷，又作蚠，子爵。

## 生平
鲁昭公二十二年（前520年）夏四月乙丑，周景王驾崩，戊辰，刘子刘献公挚卒，无嫡子，单子单穆公立刘献公庶子伯蚠为刘文公。刘文公、单穆公和景王宠臣宾起（宾孟）不和，宾起支持景王之子王子朝。景王死后，刘文公、单穆公在五月庚辰日杀宾起。立景王长子猛为周悼王。毛伯得、尹文公、召莊公支持王子朝，驱逐周悼王、刘文公、单穆公，立王子朝为王。周悼王在十一月乙酉去世，已丑，其弟周敬王即位。
之后，刘文公、单穆公支持的周敬王和毛伯得、尹文公、召莊公、召简公支持的王子朝，在王畿附近，作战了三年，鲁昭公二十六年（前516年）冬，在晋国智文子跞、赵简子鞅的支持下，周敬王一方胜利，十一月，王子朝、毛伯得、尹文公逃到楚国。王子朝谴责刘文公、单穆公废长立幼。十二月，周敬王入王城。鲁定公四年（前506年）三月，刘文公乘吴王阖闾攻打楚国之机，与苌弘、范献子谋划攻打楚国，在召陵会合诸侯晋定公、宋景公、鲁定公、蔡昭侯、卫灵公、陈惠公、郑献公、许男斯、曹隐公、莒郊公、邾隐公、顿子、胡子豹、滕顷公、薛襄公、杞隐公、小邾惠公、齐国大夫国夏。不久，刘文公去世。
| 前任： 刘献公 | 刘国国君 前520年—前506年 | 繼任： 刘桓公 |